# Košarkaški klub Gorica
Il  K.K. Gorica è una squadra di pallacanestro croata della città di Velika Gorica.

## Storia
Il Košarkaški klub Gorica viene fondato nel 1969 sotto il nome di Gorički omladinski košarkaški klub. L'anno successivo il club si unisce alla polisportiva Radnik e cambia nome in Košarkaški klub Radnik.
Nel 1978 è stata fondata la sezione femminile sotto il nome Ženski košarkaški klub Radnik in attività fino al 1993, anno in cui si è fusa con la ŽKK Jabuka per poi trasferirsi a Zaprešić.
Nel 1992 la squadra fu acquistata dall'ex nazionale Damir Pavličević che cambiò il nome della squadra in Košarkaški klub Media.
Sotto la guida dell'allenatore Mladen Starčević, il KK Media nella stagione 1993-1994 passa dalla B1 Liga alla A2 Liga nella quale due anni consecutivi ottiene il primo posto e disputa le qualificazioni per entrare in A1 Liga.
Alla fine del 1997 il club interrompe tutti i legami con Damir Pavličević, come presidente viene scelto Ivan Šuker e la squadra cambiando nuovamente nome prende la denominazione attuale.
Nella stagione 2017-2018 il presidente diventa Mirko Matić, e come allenatore torna Josip Sesar che guida la squadra ad un risultato epocala, la prima posizione in seconda divisione con 22 vittorie su 22 partite giocate e la conseguente promozione in prima divisione nazionale.
Nella stagione 2018-2019 il Gorica festeggia il 50º anniversario nei migliore dei modi, conquista la sesta posizione in campionato raggiungendo i Playoff per il titolo mentre in Coppa di Croazia giunge fino alle semifinali.